# Mario Pasquina
Mario Pasquina (Verona, 6 agosto 1939) è un ex calciatore italiano, di ruolo centrocampista.

## Carriera
Debuttò in Serie A con il Varese nella stagione 1964-1965, disputando quattro partite e segnando 2 gol. Prima aveva giocato con Trento e Cremonese in Serie C.
Giocò in Serie B con il Varese nella stagione 1963-1964, oltre che con Padova ed Alessandria. Nella stagione 1968-1969 ha giocato a Valdagno nel Marzotto, nel 1970 nell'Audace San Michele Extra.

## Palmarès

### Giocatore

#### Competizioni nazionali
- Serie C: 1

Varese: 1962-1963
- Serie B: 1

Varese: 1963-1964